# Le Roi en son moulin
 (mai 2023).
Si vous disposez d'ouvrages ou d'articles de référence ou si vous connaissez des sites web de qualité traitant du thème abordé ici, merci de compléter l'article en donnant les références utiles à sa vérifiabilité et en les liant à la section « Notes et références ».
Le Roi en son moulin est un roman de Gilbert Bordes publié en 1990.

## Résumé
En Corrèze en 1919, Jean, 25 ans, revient de la guerre de 14-18 indemne. Il est issu d'une famille de paysans pauvres et rouquins. Il épouse Pauline, fille du meunier Baptiste, promise à Auprestre, revenu mutilé. C'est Baptiste qui l'a forcée à se marier et elle n'est pas du tout attirée physiquement par Jean. Elle continue à voir Auprestre qui l'engrosse. L'apprenant, Jean part et va travailler chez la Migou. Pauline tombe malade. Baptiste va chercher Jean. Pauline accouche d'un garçon Henri et elle quitte Auprestre. Jean reprend la ferme du moulin et embauche Brandel. Baptiste sentant sa fin arriver, montre une caisse de pièces d'or à Jean. Baptiste meurt en 21 et Jean devient le patron du moulin. Il cache les pièces mais Pauline les découvre. Elle brûle le moulin. Jean la sauve du suicide, reconstruit et emploie la Migou.

## Adaptation
Le roman a fait l'objet d'une adaptation par Jacob Berger pour la télévision en 1997.